# 29250 Helmutmoritz
29250 Helmutmoritz este un asteroid din centura principală, descoperit pe 24 septembrie 1992, de Lutz Schmadel și Freimut Börngen.